# Терразит
Террази́т, или терразитовая штукатурка — сухая строительная смесь. Представляет собой смесь извести-пушонки, цемента (20—30 %), мраморной (каменной, гранитной) крошки, песка и минеральных красок. Иногда добавляется порошок слюды (для блеска). Цвет и фактура терразита такая же, как у песчаника или туфа, но с блеском.

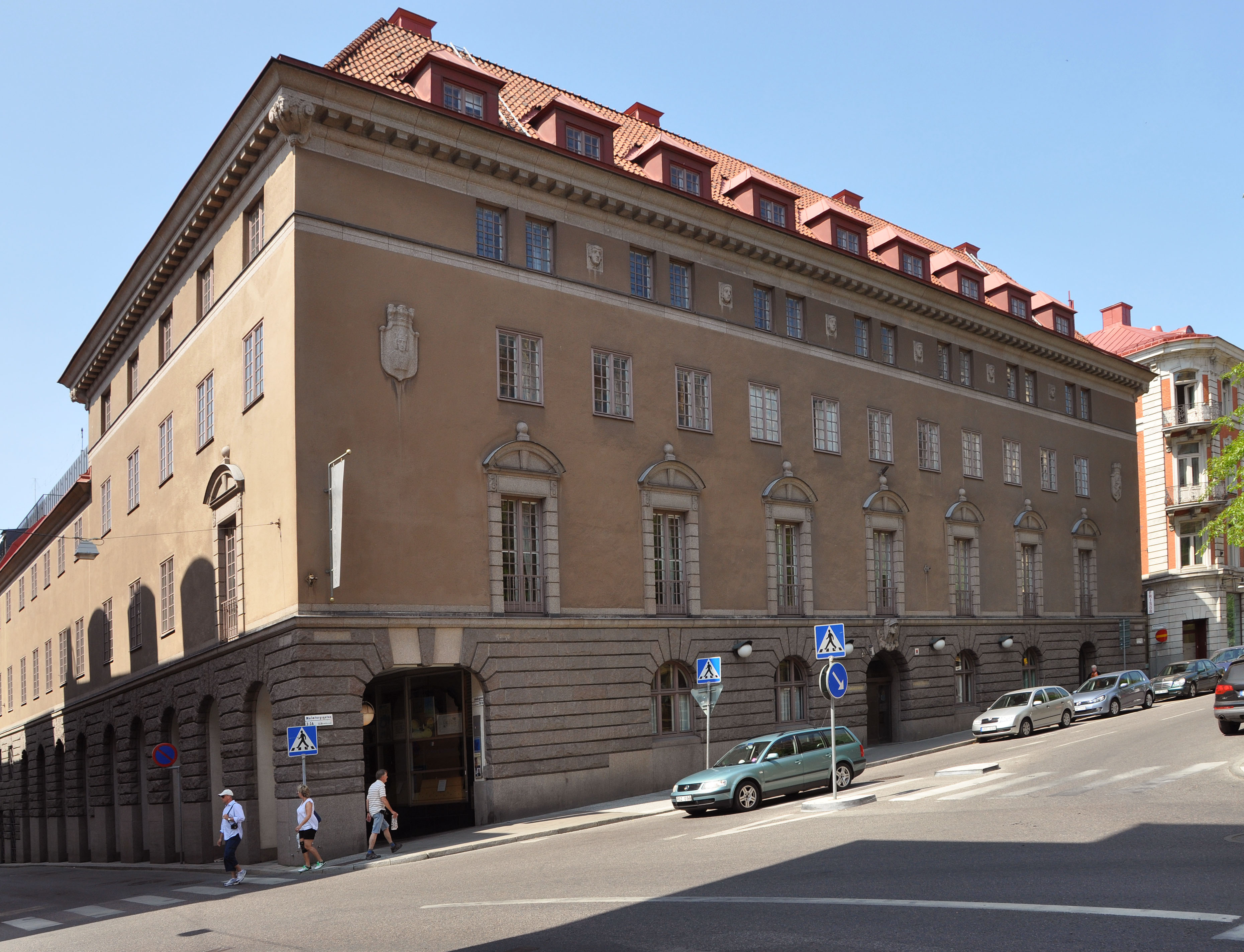
Терразитный фасад в Стокгольме

Используется для строительно-отделочных работ.

## Виды материала
Разделяют по номерам или по буквам:
- № 1, или М (мелкозернистая), с зернами заполнителя величиной 1—2 мм;
- № 2, или С (среднезернистая), с зернами заполнителя 2—4 мм;
- № 3, или К (крупнозернистая), с зернами заполнителя 4—6 мм.

Сухая смесь разводится водой для получения декоративного штукатурного раствора.